# Leichtathletik-Weltmeisterschaften 1987/Marathon der Männer

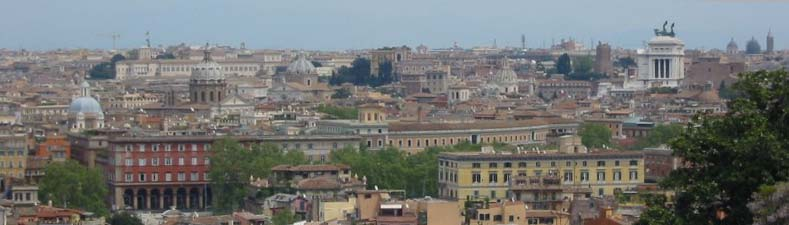
Panoramablick auf die Stadt Rom im Jahr 2004

Der Marathonlauf der Männer bei den Leichtathletik-Weltmeisterschaften 1987 wurde am 6. September 1987 in den Straßen der italienischen Hauptstadt Rom ausgetragen.
Weltmeister wurde der Kenianer Douglas Wakiihuri. Silber ging an Ahmed Salah aus Dschibuti. Der amtierende Europameister Gelindo Bordin aus Italien errang die Bronzemedaille.

## Rekorde / Bestleistungen

### Bestehende Rekorde / Bestmarken
| Weltbestzeit             | 2:07:12 h | Carlos Lopes       | Rotterdam-Marathon 1985, Niederlande | 20. April 1985  |
| Weltmeisterschaftsrekord | 2:10:03 h | Robert de Castella | WM 1983 in Helsinki                  | 14. August 1983 |

Anmerkung:
Rekorde wurden damals im Marathonlauf und Straßengehen wegen der unterschiedlichen Streckenbeschaffenheiten mit Ausnahme von Meisterschaftsrekorden nicht geführt.

### Rekordverbesserung
Der bestehende WM-Rekord wurde bei diesen Weltmeisterschaften nicht eingestellt und nicht verbessert.

## Ergebnis

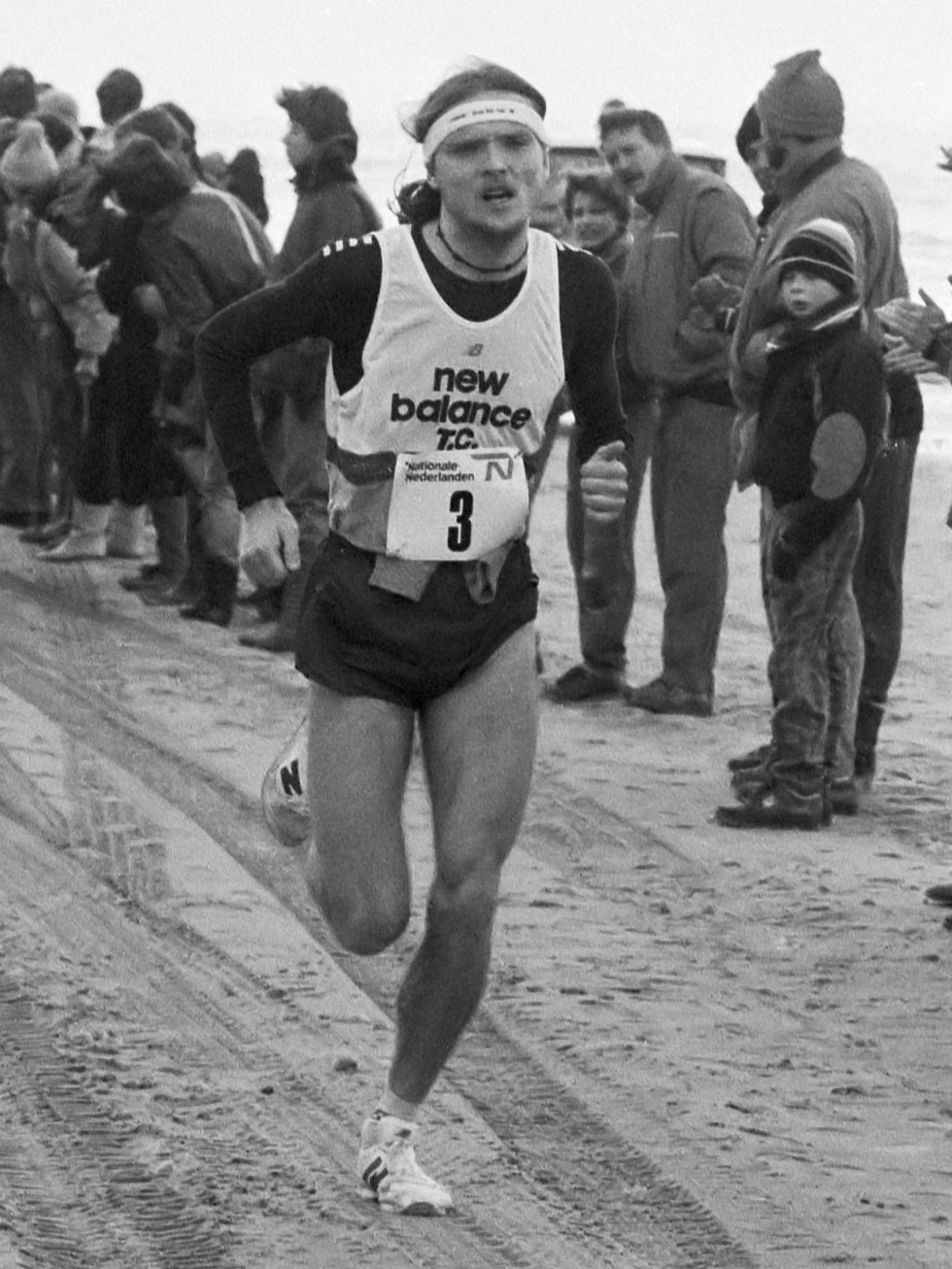
Henrik Jørgensen – Rang neun

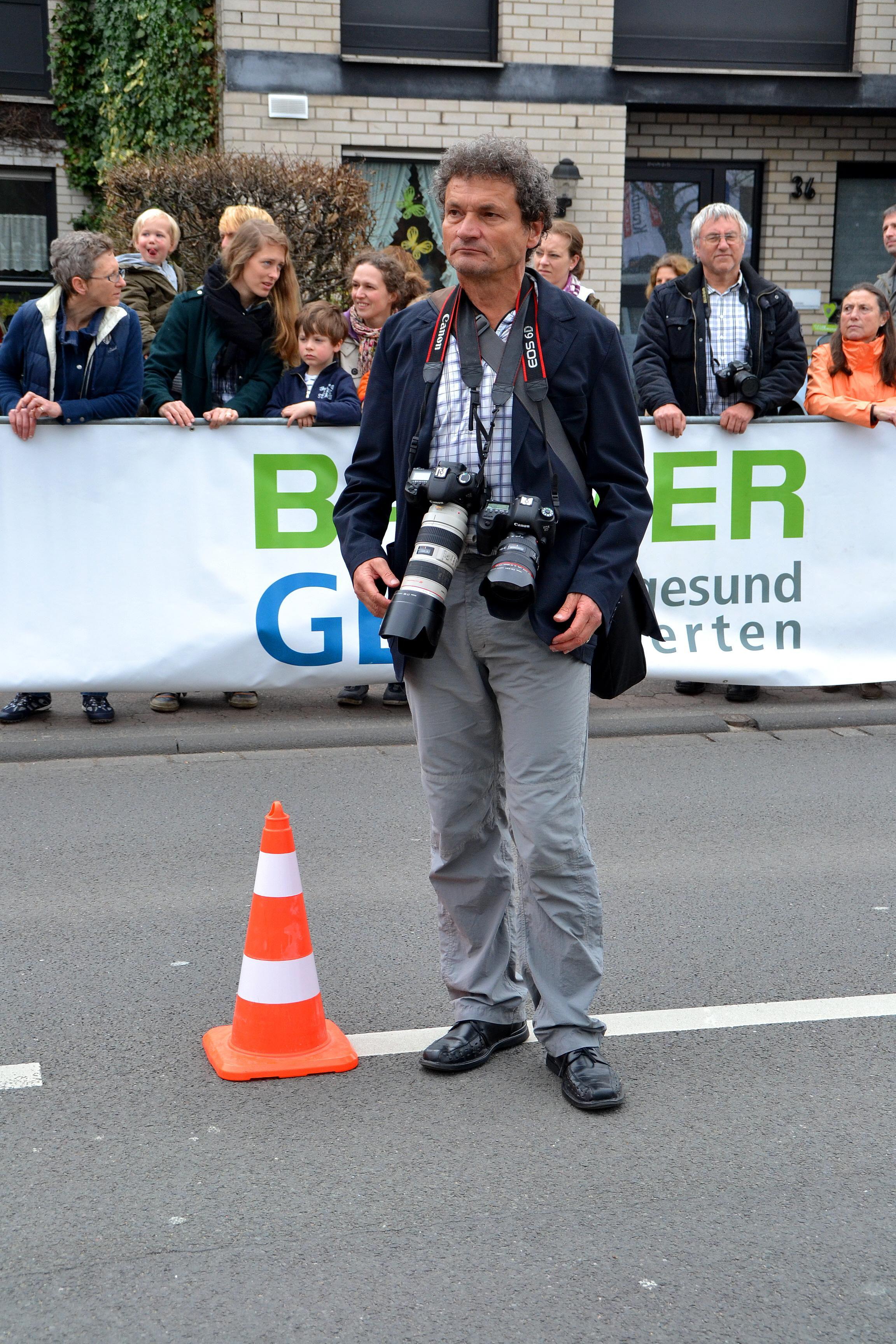
Herbert Steffny (hier im Jahr 2013) – Rang siebzehn

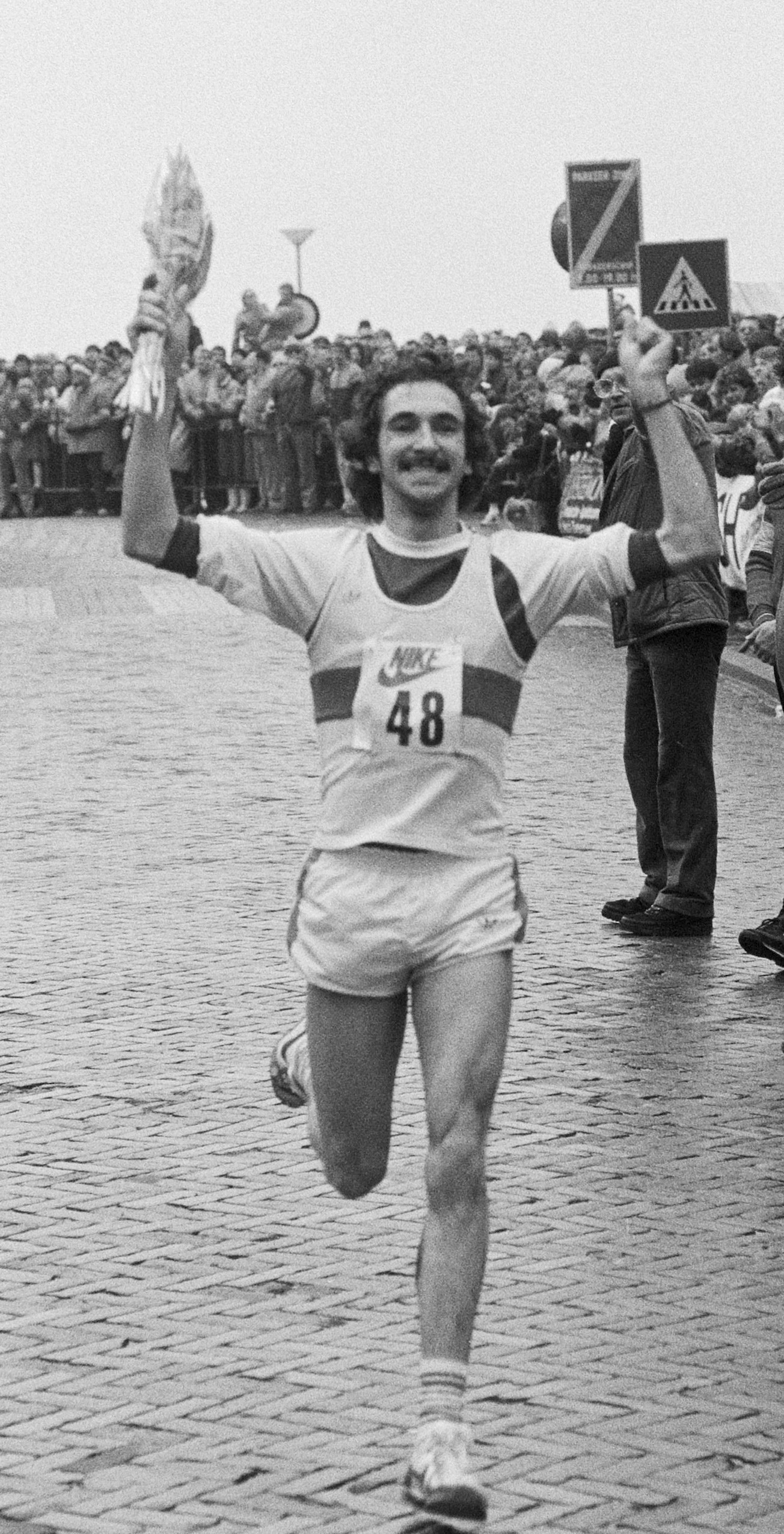
Marti ten Kate – Rang 24

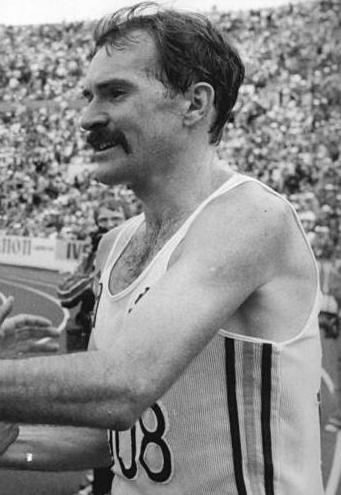
Titelverteidiger Robert de Castella erreichte hier nicht das Ziel

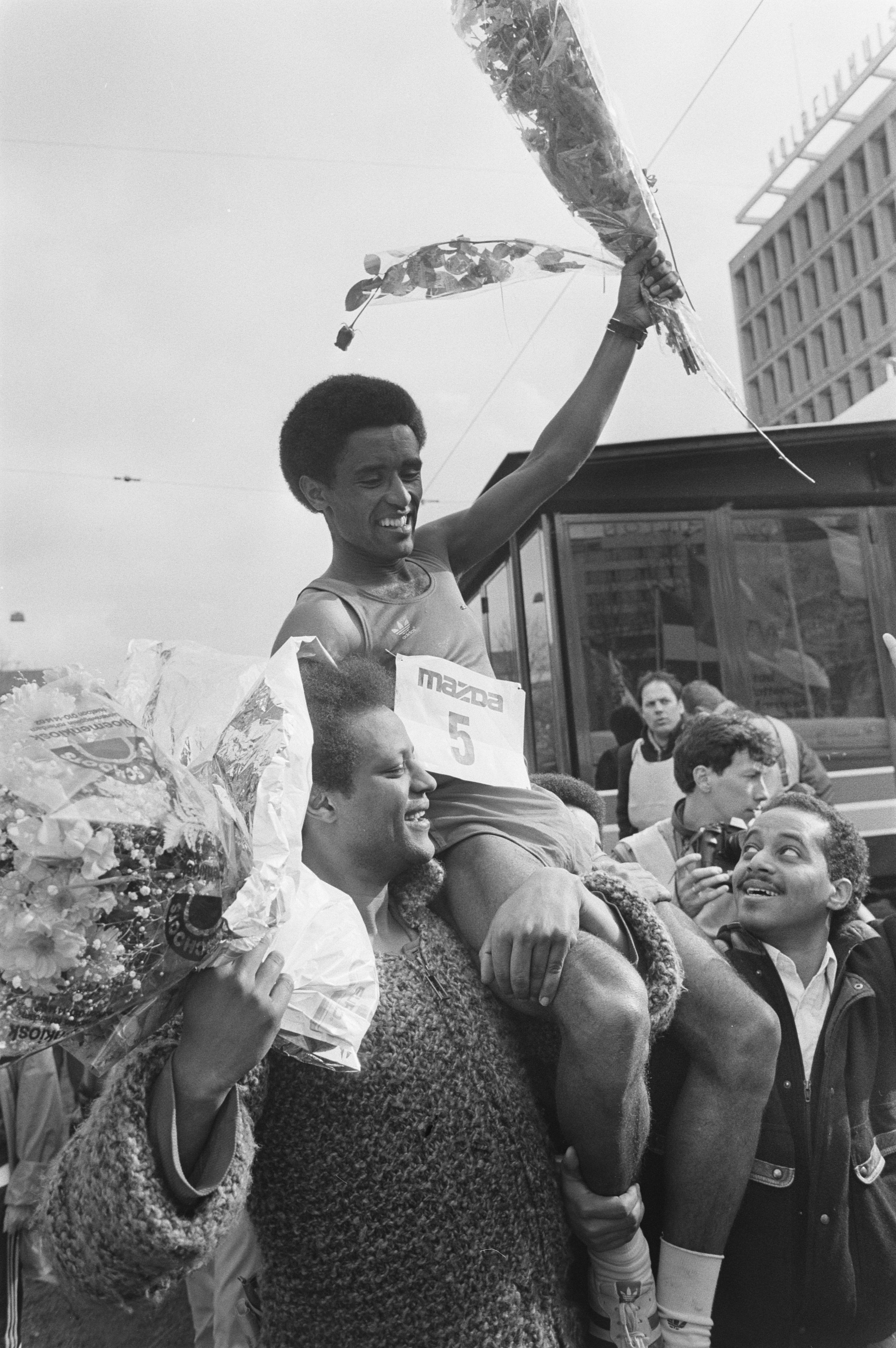
Abebe Mekonnen – nicht im Ziel

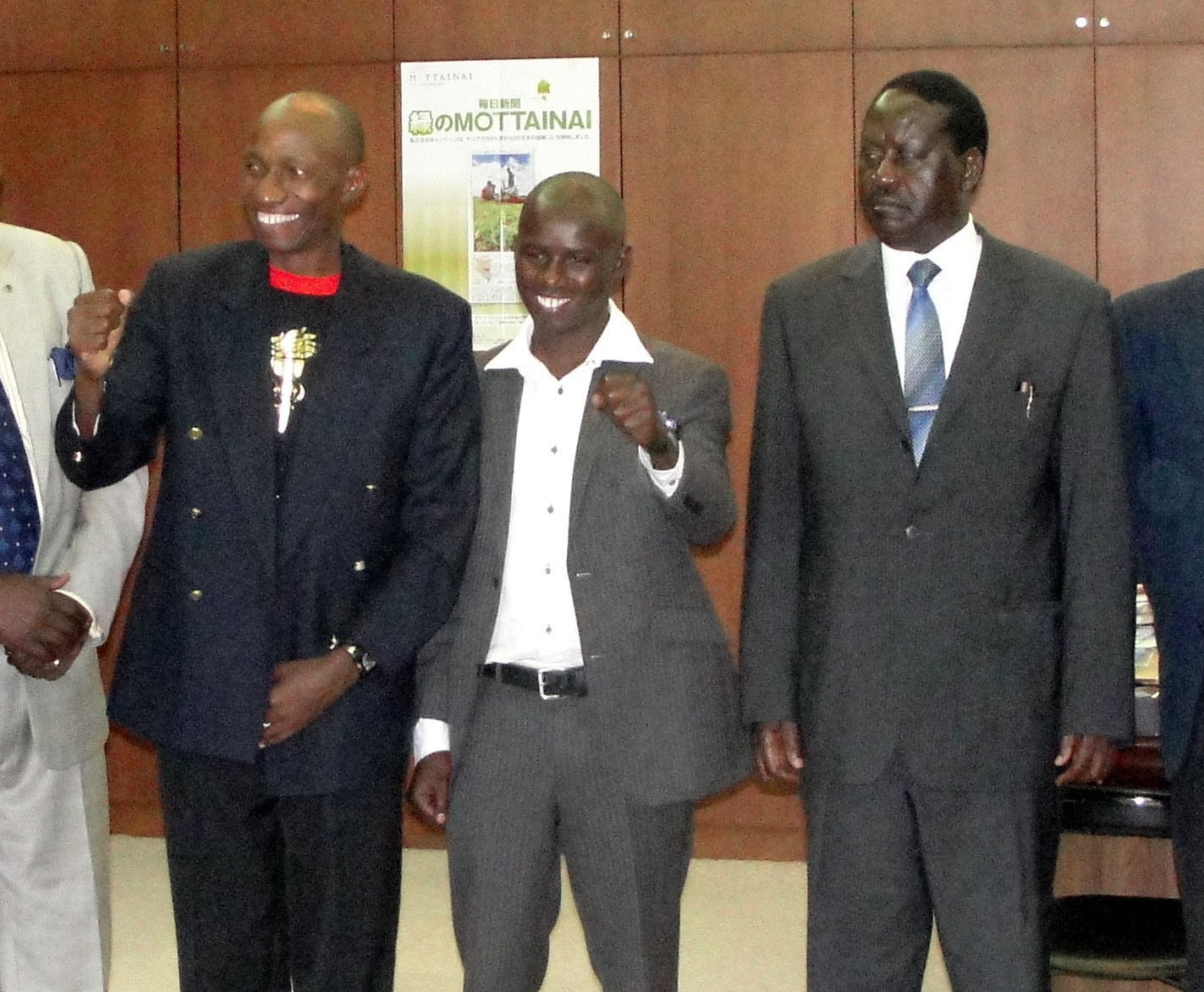
Weltmeister Douglas Wakiihuri (links) im Jahr 2011
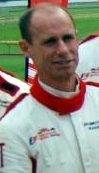
Steve Moneghetti – Rang vier

6. September 1987
| Platz | Athlet                    | Land              | Zeit (h) |
| ----- | ------------------------- | ----------------- | -------- |
|       | Douglas Wakiihuri         | Kenia             | 2:11:48  |
|       | Ahmed Salah               | Dschibuti         | 2:12:30  |
|       | Gelindo Bordin            | Italien           | 2:12:40  |
| 04    | Steve Moneghetti          | Australien        | 2:12:49  |
| 05    | Hugh Jones                | Großbritannien    | 2:12:54  |
| 06    | Juma Ikangaa              | Tansania          | 2:13:43  |
| 07    | Orlando Pizzolato         | Italien           | 2:14:03  |
| 08    | Rawil Kaschapow           | Sowjetunion       | 2:14:41  |
| 09    | Henrik Jørgensen          | Dänemark          | 2:14:58  |
| 10    | Dirk Vanderherten         | Belgien           | 2:16:42  |
| 11    | Jakow Tolstikow           | Sowjetunion       | 2:16:55  |
| 12    | Martin Vrábel             | Tschechoslowakei  | 2:16:58  |
| 13    | Salvatore Bettiol         | Italien           | 2:17:45  |
| 14    | Mirko Vindiš              | Jugoslawien       | 2:18:09  |
| 15    | Tefera Guta               | Äthiopien         | 2:18:27  |
| 16    | Vicente Antón             | Spanien           | 2:19:00  |
| 17    | Herbert Steffny           | BR Deutschland    | 2:19:24  |
| 18    | Honorato Hernández        | Spanien           | 2:20:00  |
| 19    | Michael Spöttel           | BR Deutschland    | 2:20:43  |
| 20    | Graham Macky              | Neuseeland        | 2:20:43  |
| 21    | Don Janicki               | USA               | 2:20:46  |
| 22    | Masayuki Nishi            | Japan             | 2:20:51  |
| 23    | Eloi Rodrigues            | Brasilien         | 2:21:03  |
| 24    | Marti ten Kate            | Niederlande       | 2:22:21  |
| 25    | Kingston Mills            | Irland            | 2:22:52  |
| 26    | Yuichiro Osuda            | Japan             | 2:23:25  |
| 27    | Sam Hlawe                 | Swasiland         | 2:24:09  |
| 28    | Alfonso Abellán           | Spanien           | 2:24:20  |
| 29    | Bigboy Matlapeng          | Botswana          | 2:24:43  |
| 30    | Fumiaki Abe               | Japan             | 2:24:47  |
| 31    | Jeong Man-hwa             | Südkorea          | 2:25:41  |
| 32    | Peter Maher               | Kanada            | 2:26:40  |
| 33    | William Aguirre           | Nicaragua         | 2:27:19  |
| 34    | Vithanakande Samarasinghe | Sri Lanka         | 2:28:35  |
| 35    | José Jami                 | Ecuador           | 2:29:04  |
| 36    | Peter Mitchell            | Australien        | 2:30:04  |
| 37    | Francis Mukuka            | Sambia            | 2:30:05  |
| 38    | Justin Gloden             | Luxemburg         | 2:30:08  |
| 39    | Gi-Sheng Hsu              | Chinesisch Taipeh | 2:30:31  |
| 40    | Moacir Marconi            | Brasilien         | 2:31:39  |
| 41    | Stanimir Nenov            | Bulgarien         | 2:32:44  |
| 42    | Hari Singh                | Indien            | 2:34:20  |
| 43    | Albert Marie              | Seychellen        | 2:40:48  |
| 44    | Veselin Vasilev           | Bulgarien         | 2:43:14  |
| 45    | Salvator Sahabo           | Brunei            | 2:43:43  |
| 46    | Chandra Bahadur Gurung    | Nepal             | 2:43:54  |
| 47    | William Abrams            | Guyana            | 3:12:33  |
| DNF   | Ralf Salzmann             | BR Deutschland    |          |
| DNF   | Bruno Lafranchi           | Schweiz           |          |
| DNF   | Policarpio Calizaya       | Bolivien          |          |
| DNF   | Robert de Castella        | Australien        |          |
| DNF   | Christos Papachristos     | Griechenland      |          |
| DNF   | El Mostafa Nechchadi      | Marokko           |          |
| DNF   | Dan Grimes                | USA               |          |
| DNF   | Geoff Smith               | Großbritannien    |          |
| DNF   | Abebe Mekonnen            | Äthiopien         |          |
| DNF   | Delfim Moreira            | Portugal          |          |
| DNF   | Martti Vainio             | Finnland          |          |
| DNF   | Mehmet Terzi              | Türkei            |          |
| DNF   | Alain Lazare              | Frankreich        |          |
| DNF   | Dave Gordon               | USA               |          |
| DNF   | Jorge Yeber               | Argentinien       |          |
| DNF   | Djama Robleh              | Dschibuti         |          |
| DNF   | James Walker              | Guam              |          |
| DNF   | Samu Samuelu              | Westsamoa         |          |
| DNS   | Bogusaw Psujek            | Polen             |          |
| DNS   | Allan Zachariassen        | Dänemark          |          |